# Chicago Marathon 1981
De Chicago Marathon 1981 werd gelopen op zondag 27 september 1981. Het was de 5e editie van de Chicago Marathon. De 27-jarige Amerikaan Phillip Coppess kwam als eerste over de streep in 2:16.13. Zijn 28-jarige landgenote Tina Gandy won bij de vrouwen in 2:49.39.

## Uitslagen

### Mannen
| rang   | naam             | land | tijd    |
| ------ | ---------------- | ---- | ------- |
| Goud   | Phillipp Coppess | USA  | 2:16.13 |
| Zilver | Tony Shockency   | USA  | 2:17.15 |
| Brons  | Frank Shorter    | USA  | 2:17.27 |
| 4      | Robert Busby     | USA  | 2:17.44 |
| 5      | Dave Hinz        | USA  | 2:18.03 |
| 6      | Kevin Higdon     | USA  | 2:19.37 |
| 7      | Joe Sheeran      | USA  | 2:20.15 |
| 8      | Gary Bjorklund   | USA  | 2:20.26 |
| 9      | Gerald Krane     | USA  | 2:22.22 |
| 10     | John Wellerding  | USA  | 2:23.35 |

### Vrouwen
| rang   | naam           | land | tijd    |
| ------ | -------------- | ---- | ------- |
| Goud   | Tina Gandy     | USA  | 2:49.39 |
| Zilver | Charlene Groet | USA  | 2:56.33 |
| Brons  | Betty Johnny   | USA  | 2:58.05 |
| 4      | Betty Hite     | USA  | 2:58.58 |
| 5      | Sue Petersen   | USA  | 2:59.16 |
| 6      | Karen Bukowski | USA  | 3:04.17 |
| 7      | Moo Thorpe     | USA  | 3:05.40 |
| 8      | Jayne Schiff   | USA  | 3:06.43 |
| 9      | Patricia Elmer | USA  | 3:06.46 |
| 10     | Peggy McAleer  | USA  | 3:08.38 |

1977 ·
1978 ·
1979 ·
1980 ·
1981 ·
1982 ·
1983 ·
1984 ·
1985 ·
1986 ·
1987 ·
1988 ·
1989 ·
1990 ·
1991 ·
1992 ·
1993 ·
1994 ·
1995 ·
1996 ·
1997 ·
1998 ·
1999 ·
2000 ·
2001 ·
2002 ·
2003 ·
2004 ·
2005 ·
2006 ·
2007 ·
2008 ·
2009 ·
2010 ·
2011 ·
2012 ·
2013 · 
2014 · 
2015 · 
2016 · 
2017 · 
2018 · 
2019 · 
2021 · 
2022 · 
2023